# Faro de Hraunhafnartangi
El faro de Hraunhafnartang (en islandés: Hraunhafnartangaviti) es un faro situado en el Atlántico Norte, al norte de Islandia, a unos 10 km al noroeste de Raufarhöfn, la aldea más septentrional del país. Se encuentra en la localidad de Hraunhafnartangi, en la península de Melrakkaslétta, en la región de Norðurland Eystra. Fue construido en 1951, la estructura está hecha de hormigón y tiene una altura de 19 metros.